# Biskupi spiscy
Biskupi spiscy – lista biskupów pełniących funkcję biskupów diecezjalnych i pomocniczych w diecezji spiskiej na Słowacji.

## Biskupi diecezjalni
| L.p. | Lata rządów | Imię i nazwisko                                      | Portret | Herb |
| ---- | ----------- | ---------------------------------------------------- | ------- | ---- |
| 1.   | 1776–1785   | bp Karol Salbeck                                     |         |      |
| 2.   | 1787–1806   | bp Ján Révay                                         |         |      |
| 3.   | 1807–1816   | bp Michel Leopold Brigido von Marenfels und Bresoviz |         |      |
| 4.   | 1818–1820   | bp Ján Krstitel Ladislav Pyrker, OCist.              |         |      |
| 5.   | 1823–1847   | bp Jozef Bélik                                       |         |      |
| 6.   | 1848–1849   | bp Vincent Jekelfalussy                              |         |      |
| 7.   | 1850–1870   | bp Ladislav Zábojský                                 |         |      |
| 8.   | 1871–1873   | bp József Samassa                                    |         |      |
| 9.   | 1874–1891   | bp Juraj Császka                                     |         |      |
| 10.  | 1891–1903   | bp Pavol Szmrecsányi                                 |         |      |
| 11.  | 1904–1919   | bp Alexander Párvy                                   |         |      |
| 12.  | 1920–1965   | bp Ján Vojtassák                                     |         |      |
| 13.  | 1989–2011   | bp František Tondra                                  |         |      |
| 14.  | 2011–2020   | bp Štefan Sečka                                      |         |      |

## Biskupi pomocniczy
- 1915-1946: bp Martin Kheberich, biskup tytularny Sabrata
- 1949-1964: bp Štefan Barnaš, biskup tytularny Conana
- 1992-2015: bp Andrej Imrich, biskup tytularny Castellum Titulianum
- 2002-2011: bp Štefan Sečka, biskup tytularny Sita
- od 2020: bp. Ján Kuboš, biskup tytularny Quiza